# Leucocelis aeneicollis
Leucocelis aeneicollis är en skalbaggsart som beskrevs av Hermann Rudolph Schaum 1844. Leucocelis aeneicollis ingår i släktet Leucocelis och familjen Cetoniidae. Inga underarter finns listade i Catalogue of Life.